# Antonín Kučera (fotbalista)
Antonín Kučera byl český fotbalista, obránce.

## Fotbalová kariéra
Hrál za SK Smíchov v předligové éře. Reprezentoval Čechy v roce 1906 ve vůbec prvním reprezentačním utkání s Uherskem. Gól v reprezentaci nedal.